# Junior Sambia
Salomon Sambia (ur. 7 września 1996 w Lyonie) – francuski piłkarz środkowoafrykańskiego pochodzenia występujący na pozycji obrońcy we francuskim klubie Montpellier HSC. Wychowanek Olympique Lyon, w trakcie swojej kariery grał także w Niort.